# Estadio Santiago Bueras
El Estadio Municipal Santiago Bueras es un estadio de fútbol, atletismo y rugby, ubicado en la comuna de Maipú, al poniente de la ciudad de Santiago. Se encuentra a unos 700 metros de la Plaza de Armas de la comuna.

## Historia
En los años 1950, fue inaugurado el Estadio Municipal de Maipú, ubicado en lo que actualmente es la Plaza Mayor. En este lugar, entrenó la selección de Brasil para la Copa Mundial de Fútbol de 1962, realizada en Chile. El 8 de noviembre de 1985, abrió sus puertas el nuevo recinto, situado en la Avenida 5 de Abril 0700. Cuenta con una capacidad para 3 400 espectadores, y fue denominado en honor a uno de los héroes de la Batalla de Maipú, el teniente coronel Santiago Bueras.
Tiempo después, se realizó de forma simbólica la firma del convenio de trabajo público – privado entre la Ilustre Municipalidad de Maipú y la Universidad de las Américas, consistente en el “primer metro cuadrado” para la remodelación de la pista atlética del Estadio Santiago Bueras. Se reemplazó la pista de ceniza por caucho sintético de nivel competitivo. La obra implicó una inversión cercana a los 230 millones pesos. 
El 9 de abril de 2011, se inauguró la pista atlética. El evento elegido para tal instancia fue un campeonato de atletismo escolar. La ceremonia ceremonia contó con la asistencia del plusmarquista chileno Sebastián Keitel, e Iván López, entre otros destacados deportistas del medio nacional, y diversas autoridades comunales.

## Partidos internacionales

### Selección chilena sub-20
En marzo de 2014, la Selección de fútbol sub-20 de Chile enfrentó a  Paraguay en el reducto maipucino. El encuentro terminó igualado 2:2 en el tiempo reglamentario y en penales se impuso la visita por 4:3.
Amistosos
| 21 de marzo de 2014 | Chile                      | 2:2 (0:1) | Paraguay                  |                          |                          |
|                     | Jeraldino 87' · Cerezo 90' |           | 20' Oviedo · 47' Amarilla | Árbitro(s): Jorge Osorio | Árbitro(s): Jorge Osorio |

## Partidos de clubes

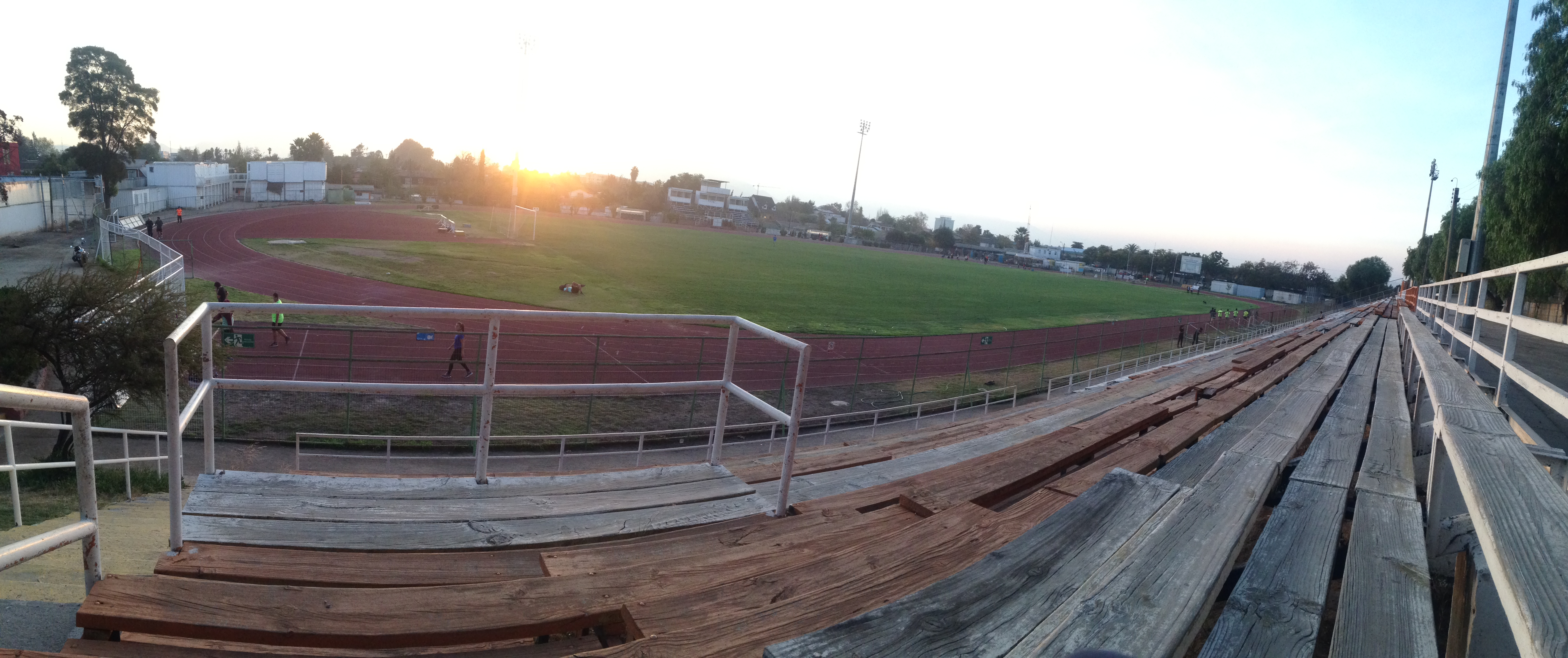
Panorámica del estadio desde galería.

El club Magallanes ejerció como local en este recinto por muchos años, incluyendo la campaña del subcampeonato de Copa Chile 2011, hasta que en 2015 volvió a jugar en la comuna de San Bernardo. Santiago Morning también ejerció la localía, alguna vez en el Santiago Bueras. Posteriormente, el club Cultural Maipú, en su paso por la Tercera División B, jugó sus partidos de local en este escenario.
En cuanto a la Primera División de fútbol femenino de Chile, Universidad Católica y Universidad de Chile han disputado campañas como local en el estadio.

## Otros deportes
Sobre el césped del reducto maipucino, la Selección de rugby de Chile disputó sus encuentros correspondientes a la primera y quinta fecha del Americas Rugby Championship 2019.
| 2 de febrero, 15:00 | Chile | 8 - 71 BO | Estados Unidos | Estadio Santiago Bueras, Santiago, Chile |                              |
|                     |       | Reporte   |                | Árbitro(s): Damián Schneider             | Árbitro(s): Damián Schneider |

| 9 de marzo, 17:00 | Chile | 10 - 85 BO | Argentina XV | Estadio Santiago Bueras, Santiago, Chile |  |
|                   |       | Reporte    |              |                                          |  |

## Eventos musicales
Una serie de artistas de renombre nacional e internacional se han presentado en el recinto maipucino. 
- 1998: Nicole[6]
- 2005: Los Prisioneros[7]
- 2006: Chancho en Piedra[8]
- 2008: Miguel Mateos,[9] Lucybell[10]
- 2015: Alto Voltaje,[11] Los Jaivas,[12] Noche de Brujas,[13] Los Tres,[14] Sonora Palacios[15]
- 2016: Illapu,[16] María José Quintanilla,[17] La Combo Tortuga, [18] Luis Lambis[19]
- 2017: Surfin Caramba
- 2022: Los Miserables, Hordatoj, El Cruce, The Beast, 2 X, Chancho en Piedra, Los Mox, Sonora 5 Estrellas, Portavoz[20][21]

- 2023: Chystemc, El bloque 8, Camiseta 22, El bruto Chr, Bbs Paranoicos, 2 Minutos, Los Miserables, Cirrosis[22]